# Wiesław Ziemianin
Wiesław Ziemianin (Rabka-Zdrój, 7 de septiembre de 1970) es un deportista polaco que compitió en biatlón. Ganó una medalla de bronce en el Campeonato Mundial de Biatlón de 1997, en la prueba de 10 km equipos, y seis medallas en el Campeonato Europeo de Biatlón entre los años 1994 y 2004. Su hermano Jan también es biatleta.

## Palmarés internacional
| Campeonato Mundial | Campeonato Mundial        | Campeonato Mundial | Campeonato Mundial |
| Año                | Lugar                     | Medalla            | Prueba             |
| ------------------ | ------------------------- | ------------------ | ------------------ |
| 1997               | Osrblie (Eslovaquia)      | Medalla de bronce  | Equipos            |
| Campeonato Europeo |                           |                    |                    |
| Año                | Lugar                     | Medalla            | Prueba             |
| 1994               | Kontiolahti (Finlandia)   | Medalla de plata   | Relevos            |
| 2000               | Zakopane (Polonia)        | Medalla de plata   | Relevos            |
| 2001               | Haute-Maurienne (Francia) | Medalla de plata   | Velecidad          |
| 2001               | Haute-Maurienne (Francia) | Medalla de plata   | Relevos            |
| 2001               | Haute-Maurienne (Francia) | Medalla de bronce  | Persecución        |
| 2004               | Minsk (Bielorrusia)       | Medalla de bronce  | Relevos            |